# Angoisse sur la ligne
Pour plus de détails, voir Fiche technique et Distribution.
Angoisse sur la ligne (titre original : Minaccia d'amore) est un giallo italien réalisé par Ruggero Deodato, sorti en 1988.

## Synopsis
Une mannequin vivant à Rome va, après avoir contacté par erreur un centre d'écoute pour personnes seules, se retrouver traquée par un obsédé.

## Fiche technique
Sauf indication contraire, les informations mentionnées dans cette section peuvent être confirmées par la base de données cinématographiques IMDb,  présente dans la section « Liens externes ».
- Titre original : Minaccia d'amore[1]
- Titre français : Angoisse sur la ligne[2],[3]
- Réalisation : Ruggero Deodato
- Scénario : Joseph Cavara, Mary Cavara, Ruggero Deodato, Franco Ferrini
- Photographie : Renato Tafuri
- Montage : Sergio Montanari
- Musique : Claudio Simonetti
- Décors : Massimo Antonello Geleng
- Costumes : Giovanna Deodato
- Maquillage : Luigi Ciminelli, Rosario Prestopino
- Effets spéciaux : Germano Natali
- Producteurs : Giovanni Bertolucci, Galliano Juso
- Société de production : Metro Films
- Pays d'origine :  Italie
- Format : Couleur - son mono - 35 mm
- Genre : Film d'horreur
- Durée : 94 minutes
- Dates de sortie: 
  -  Italie : 10 novembre 1988

## Distribution
- Charlotte Lewis : Jenny Cooper
- Mattia Sbragia : Mole
- Carola Stagnaro : Carmen
- Marcello Modugno : Riccardo
- Carlo Monni : Le pompier
- Jole Silvani : La femme de ménage
- William Berger : Professeur Klein
- Cesare Di Vito
- Victor Cavallo
- Giorgio Tirabassi